# José Luis Sastre
José Luis Sastre (Alberic, 27 d’abril de 1983) és un periodista i escriptor valencià.

## Biografia
Va estudiar Periodisme al campus que la Universitat Autònoma de Barcelona té en la localitat de Bellaterra.
Després d'un breu període a Alzira Ràdio, va treballar també per a Levante-EMV des d'Alzira i després des d’Alberic.
Va entrar a la Cadena SER l'any 2004. Va anar escalant i va integrar més endavant, des de 2011, l'equip d' Hora 25. Àngels Barceló el va fitxar després per al seu  Hoy por hoy, que Sastre ha arribat a dirigir.
Actualment copresenta el pòdcast Sastre i Maldonado juntament amb el còmic Miguel Maldonado.
Va publicar la seva primera novel·la, Las frases robadas, el 5 de setembre de 2024.
També va ser guardonat amb el premi Antena de Oro 2024 per la seva labor professional en la copresentació al programa Hoy por hoy.

## Obra
Las frases robadas.  Plaza & Janés, 5 de septiembre de 2024, p. 264. ISBN 9788401033308.